# Anna Luisa Pignatelli

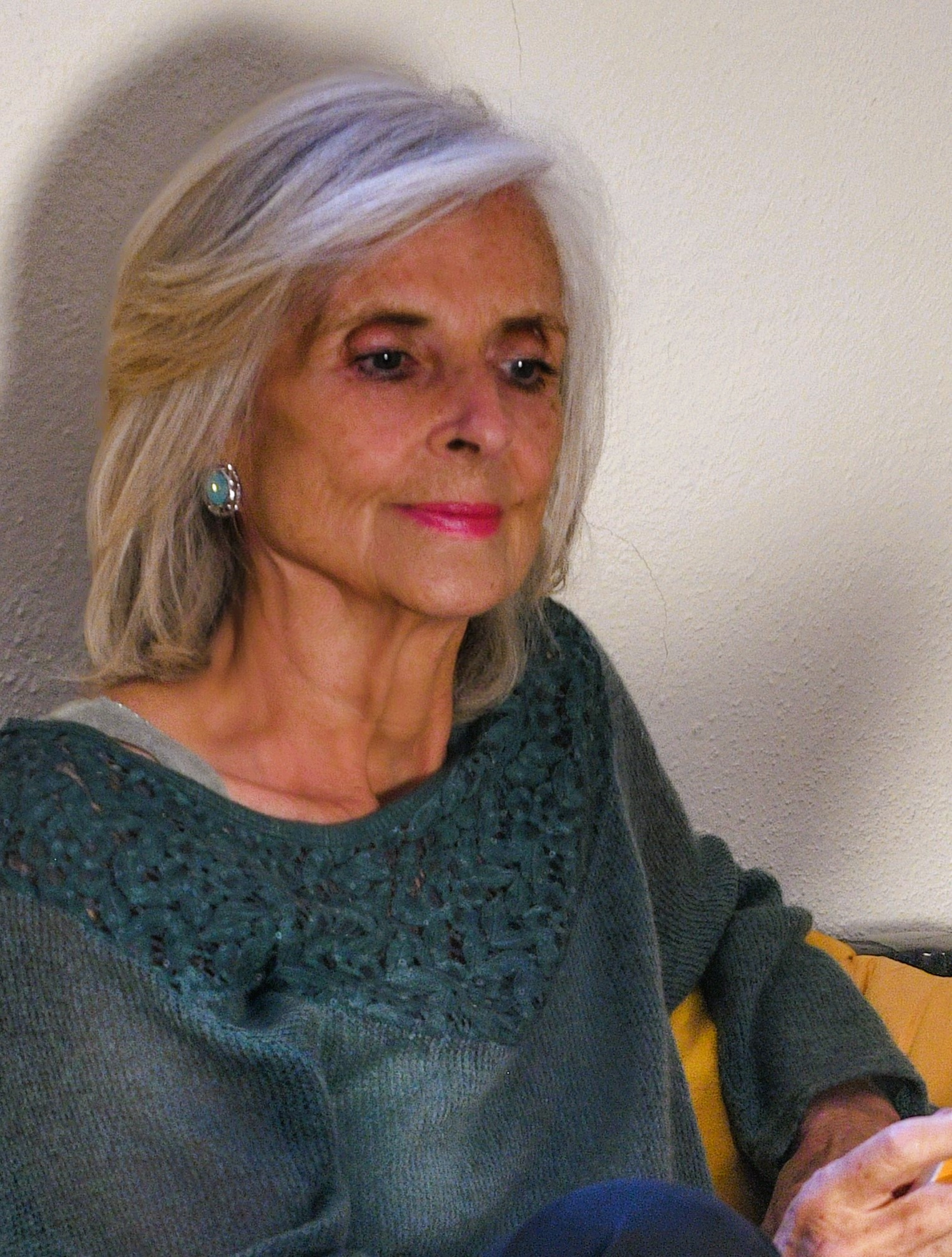
Anna Luisa Pignatelli

Anna Luisa Pignatelli (Asciano, 22 novembre 1952) è una scrittrice italiana.

## Biografia
Di padre tedesco, nasce in Toscana, ad Asciano, e compie i suoi studi a Siena e a Firenze, dove si laurea in Scienze Politiche all’Università Cesare Alfieri. Con il marito Fabrizio Pignatelli, diplomatico, vive molti anni all’estero e in particolare in Guatemala, in Tanzania , in Portogallo e in Corea del Sud.
A Seoul studia il coreano, e a Roma frequenta l’Istituto di Studi Orientali dell’Università La Sapienza sostenendo due esami di lingua e letteratura coreana.  Durante i lunghi periodi passati in Guatemala (1982-1987, all’epoca della guerra civile), e successivamente (2012-2016), partecipa alla vita culturale della comunità italiana, collabora con diversi contributi sul periodico locale La Gazzetta e altri quotidiani locali.

## La scrittura
Esordisce nel 1989 con un libro dedicato alle etnie guatemalteche di origine maya, mostrando un forte interesse per la cultura delle comunità autoctone.
A Ciudad de Guatemala conosce lo scrittore guatemalteco Mario Monteforte Toledo tornato nel suo paese dopo un lungo esilio in Messico, che l’aiuterà, attraverso il racconto delle sue esperienze e i suoi scritti, a entrare nell’universo degli indigeni del lago Atitlan . Una regione alla quale rimane profondamente legata e che farà da scenario al suo romanzo Le lac indigène in cui, attraverso le vicende di un fotografo, l’autrice denuncia i massacri dei civili e delle comunità indigene compiuti dall’esercito guatemalteco negli anni Ottanta del secolo scorso.
Le sue origini toscane emergono nei romanzi L'ultimo feudo (2002), Buio (2006), e Ruggine (2016) e Il campo di Gosto (2023), dove i temi dominanti riguardano l'attaccamento alla terra e ai valori ancestrali dei suoi personaggi, “eroi inconsapevoli” che lottano da soli contro un potere che li spinge ai margini.
I suoi libri sono utilizzati in corsi di lingua e letteratura italiana presso la Franklin & Marshall University di Lancaster (USA).

## La critica
Antonio Tabucchi ha giudicato la sua "una voce insolita nella letteratura italiana, lirica, tagliente, desolata, Rodolfo Tommasi ha definito L'ultimo feudo un "capolavoro della narrativa contemporanea". Di Nero Toscano Vincenzo Consolo ha scritto: "Una metafora di quello che dovrebbe essere, in questo mondo d'oggi il dovere di ognuno di farsi contadino in quel modo". Filippo La Porta, che pone il suo Ruggine al secondo posto della sua lista di libri dell'anno 2016, scrive sul Sole 24 ore che “l'arte di non coincidere con il proprio tempo è quella che rende un testo vicino all'essere un classico. È il caso di Ruggine”.
I suoi romanzi sono recensiti in numerosi periodici italiani e francesi: ANSA, La Stampa, il manifesto, Il Sole 24 ore, Corriere della Sera, La Quinzaine littéraire, Le Monde, Le Figaro littéraire, Les Temps, LaLibre.be, El Periodico, Jornal de Letras, Artes e Ideias, La Repubblica.
È conosciuta inizialmente in Francia dove, nel 2009, l'editore La Différence pubblica due suoi libri: Le dernier fief e Noir Toscan e ripubblica Les grands enfants, già edito nel 2001 da L’Harmattan. In quello stesso anno 2009 il suo romanzo Noir Toscan (Buio) è nella prima lista per la sezione romanzi stranieri del premio Femina  e vince, nel 2010, il Prix des Lecteurs du Var .
Nel 2016 in Guatemala esce in spagnolo El lago indigena, edito originariamente a Parigi nel 2012 da La Différence.

## Premi
- Premio Montale Fuori di Casa, sez. Il Genio delle Donne, per l’insieme della sua produzione letteraria, Firenze, Gabinetto Viesseux, ottobre 2023
- Premio Città di Lugnano, per Ruggine, Lugnano in Teverina, luglio 2016[31]
- Prix des Lecteurs du Var, per Noir Toscan, Tolone, novembre 2010[32]
- Finalista del Premio Femina per la letteratura straniera con Noir Toscan, Parigi, settembre 2009
- Premio Fiorino d'argento della Città di Firenze, per L'ultimo feudo, Firenze, novembre 2002[33]

## Opere
- Maya. Vita d'oggi degli uomini di mais, Firenze, Nardini press, 1989, ISBN 978 8840490007.
- Gli impreparati, Paisan di Prato, Campanotto, 1996.
- L'ultimo feudo, prefazione di Luciana Stegagno Picchio, Faenza, MobyDick, 2002, ISBN 88-8178-208-1.
- Buio, Bologna, Pendragron, 2006, ISBN 88-8342-485-9.
- Nero toscano, Roma, Lantana, 2012, ISBN 978-88-97012-51-1.
- Le lac indigène, Paris, La Différence, 2012, ISBN 978-2-7291-1978-2.
- Ruggine, Roma, Fazi, 2016, ISBN 978-88-7625-828-2.
- Foschia, Roma, Fazi, 2019, ISBN 9788893254762.
- Il campo di Gosto, Roma, Fazi, 2023, ISBN 9791259673213.